# Храм Жён-Мироносиц (Великий Новгород)
Храм Жён-мироносиц — недействующий православный храм в Великом Новгороде, расположенный на Ярославовом Дворище.

## История
Построен в 1510 году на месте одноимённого сгоревшего в 1508 году деревянного храма. Тот, в свою очередь, был построен на месте каменного храма в 1445 году. Известно, что и до него здесь стояла более ранняя постройка, отмеченная в летописи в 1299 году в числе 12 сгоревших церквей.
Строительство храма 1510 года заказал и оплатил Иван Сырков — родоначальник в Новгороде известной московской купеческой фамилии. Многие представители династии Сырковых упоминались в летописях XVI века Новгорода и Москвы.
Местоположение церкви в сообщении о её постройке определяется как «на Ярославле дворище»; вместе с тем известно, что поставлена она была рядом с «Сырковым двором», то есть домом, где жил сам Иван Сырков. Она являлась фамильной церковью семьи Сырковых и стала первым архитектурным памятником, появившимся в Новгороде после присоединения его к Москве.
В 1536 году в церкви был устроен придел Евангелиста Матфея. Затем к основному зданию был пристроен и в 1539 году освящён тёплый придел Сретения Господня. В конце XVI века в складах церкви хранилась часть казны Ивана Грозного.
В 1745 году церковь была приписана к Юрьеву монастырю. В 1832 году по воле архимандрита Фотия, бывшего тогда настоятелем Юрьева монастыря, её отписали вместе с подворьем Сыркову монастырю.

## Современность
В настоящем виде храм представляет собой одноглавую крестово-купольную четырёхстолпную постройку с тремя апсидами и с двухпролётной звонницей на западной стене. Барабан украшен аркатурным поясом. С юга и с запада к зданию храма пристроены два деревянных крыльца с лестницей, ведущие на верхний этаж.
Храм имеет три этажа, первый из которых подвальный, расположенный ниже уровня земли. Основное храмовое помещение отделено стеной от западной части. Верхний этаж этой части храма был дополнительно разделён деревянным перекрытием на два яруса, в верхнем размещалось два придела.
При последней реставрации кровельное покрытие было устроено из лемеха, что в XVI веке было весьма характерной деталью новгородских построек.
Сегодня в храме располагается областной Детский культурный центр, в котором проводятся выставки, музыкальные концерты, фольклорные программы.

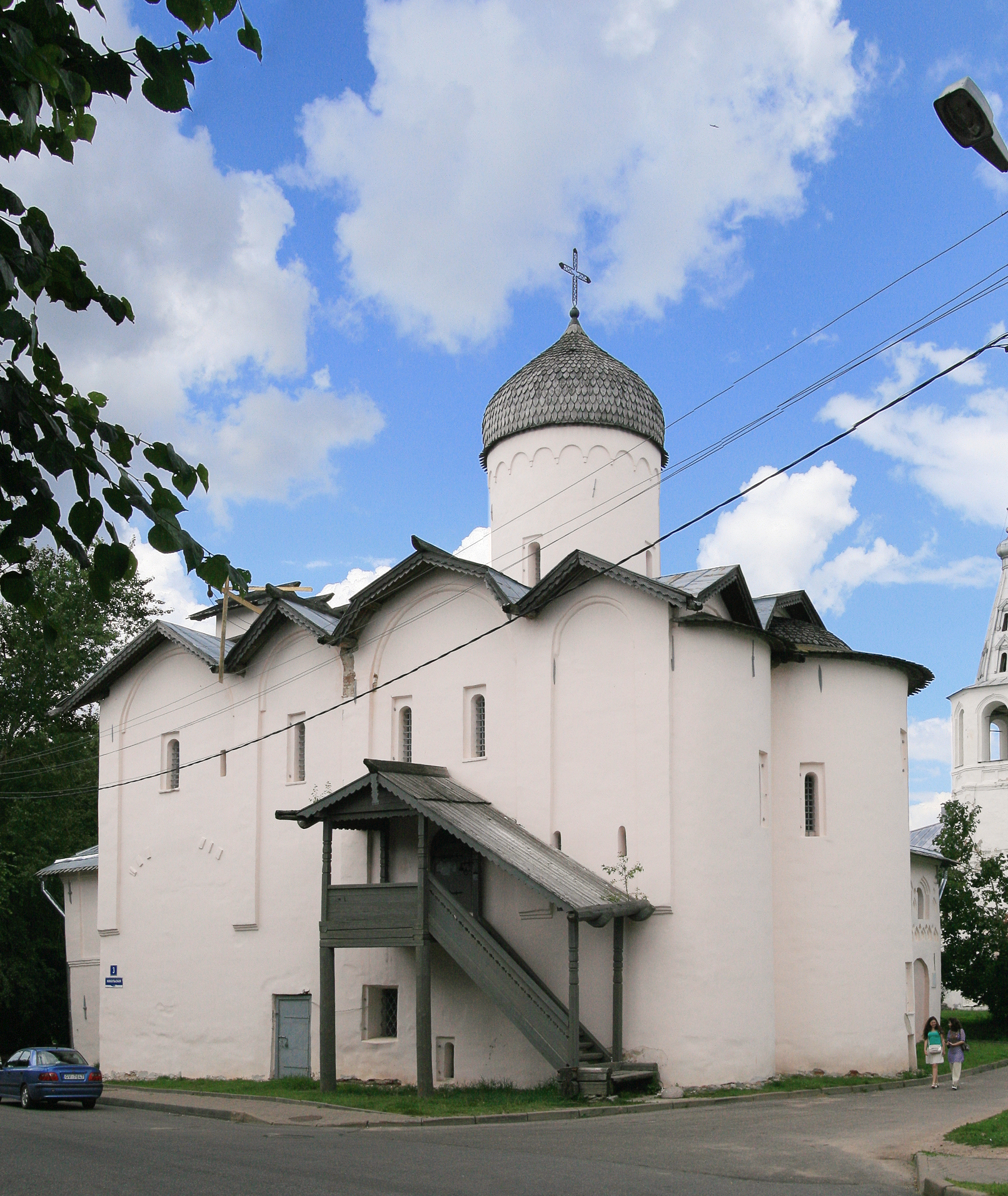
Вид с юго-востока
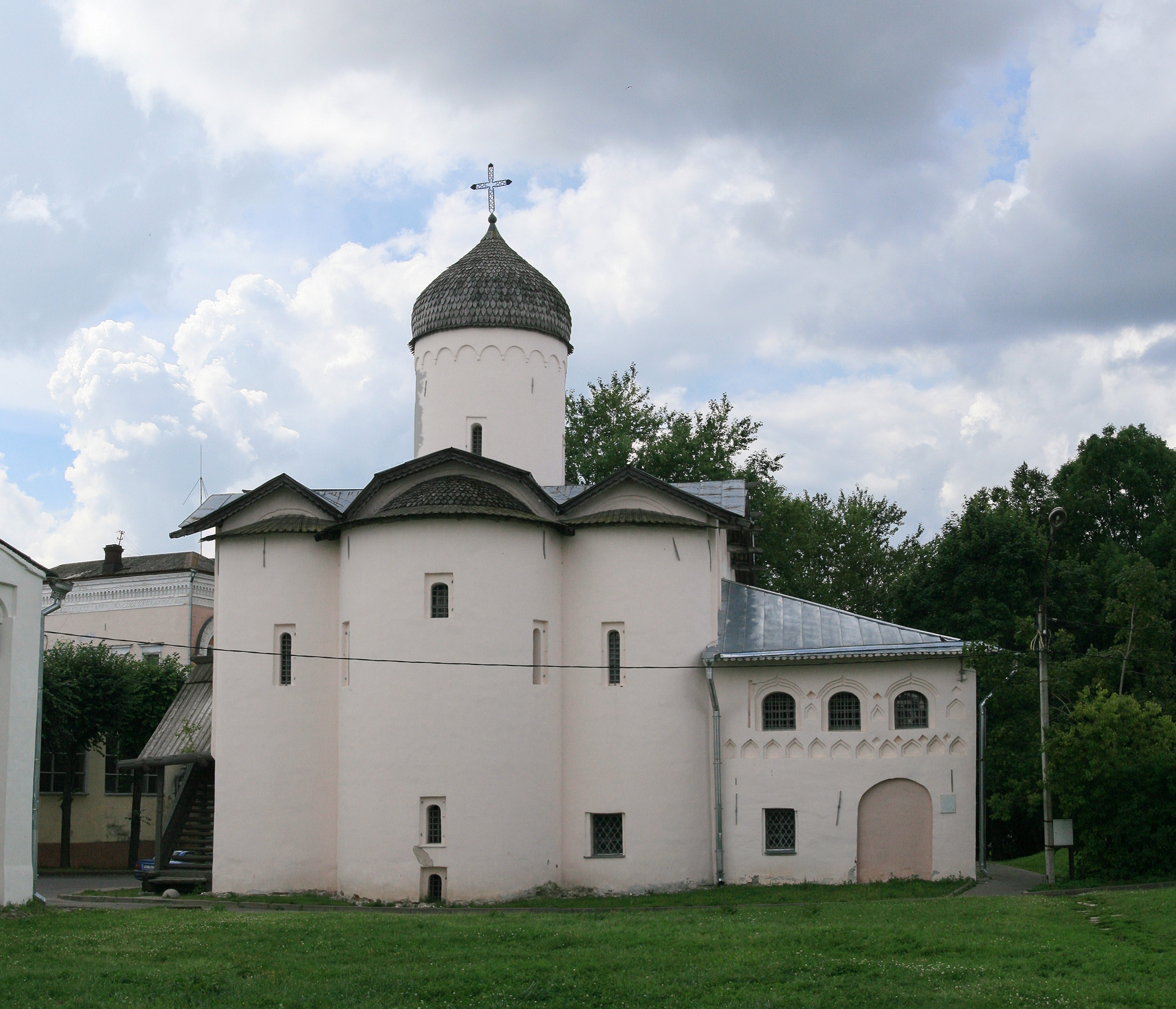
Вид с востока
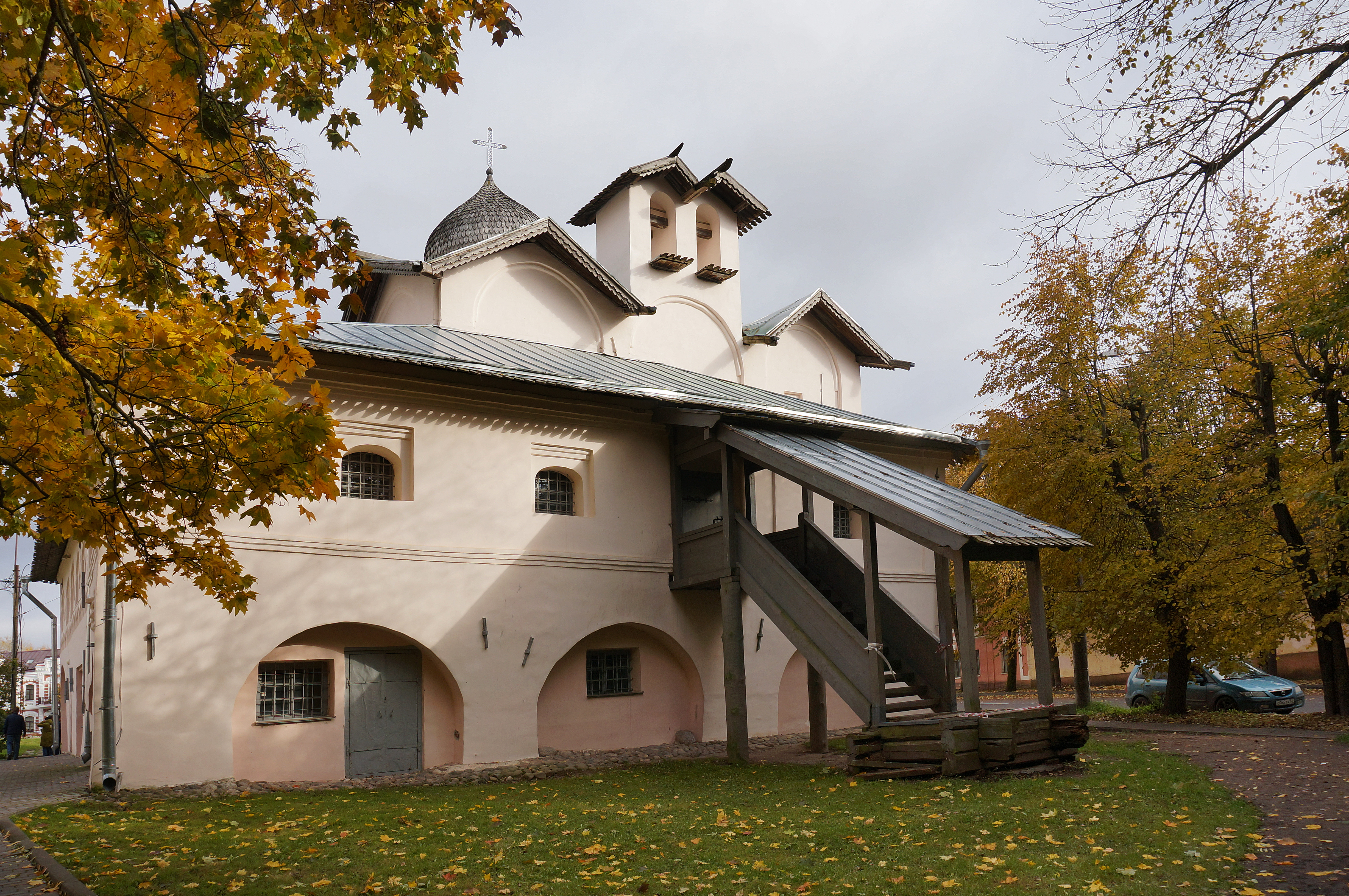
Вид с северо-запада
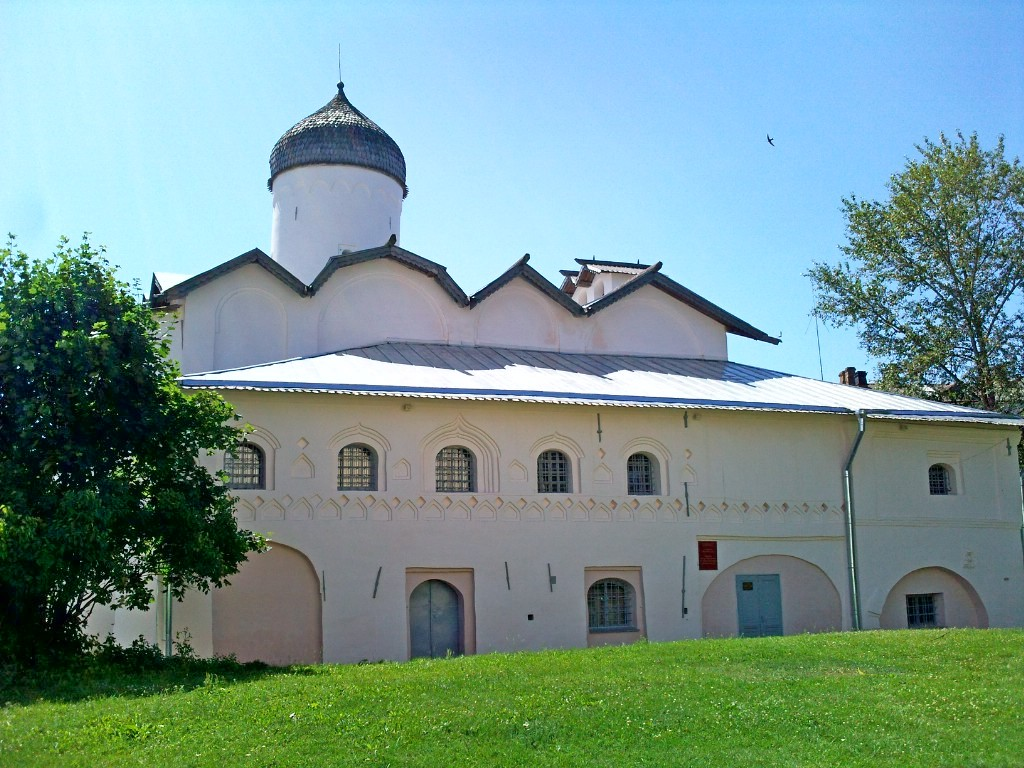
Вид с севера